# Don Bosco (Roma)
Don Bosco è il ventiquattresimo quartiere di Roma, indicato con Q. XXIV.
Diventa ufficialmente quartiere nel 1961, soppiantando parte del suburbio Tuscolano, di cui si possono ancora trovare alcune targhe stradali con la numerazione S. V.
Il toponimo indica anche la zona urbanistica 10A del Municipio VII di Roma Capitale.

## Geografia fisica

### Territorio
Si trova nel quadrante est della città, fra la via Casilina a nord e la via Tuscolana a sud, diviso in due settori da viale Palmiro Togliatti.
Il quartiere confina:
- a nord con i quartieri Q. VII Prenestino-Labicano[1], Q. XIX Prenestino-Centocelle[2] e Q. XXII Alessandrino[3]
- a est con la zona Z. XV Torre Maura[4]
- a sud-ovest con il quartiere Q. XXV Appio Claudio[5]
- a ovest con il quartiere Q. VIII Tuscolano[6]

## Storia
Inizialmente quest'area era compresa nella zona nota come il Quadraro, toponimo rimasto per gran parte della zona sud-est di quello che ufficialmente è il quartiere Tuscolano. Infatti con Quadraro si indicava, fino agli anni trenta circa, tutta la zona a sud est di Roma che va da Porta Furba agli attuali studi cinematografici di Cinecittà. Dopo la costruzione di quest'ultimi, la zona venne sempre più frequentemente indicata con il termine "Cinecittà", e così il quartiere che sorse attorno. Il toponimo Quadraro indica oggi l'area dove sorge l'insediamento urbano più antico della zona. Nella divisione amministrativa di Roma degli anni venti quello che sarebbe divenuto il quartiere Don Bosco era ufficialmente noto come quinto suburbio (Suburbio V), oltre che popolarmente noto come parte del Quadraro.
La nascita si ebbe per due fattori: la fondazione e lo sviluppo degli studi cinematografici di Cinecittà nel 1936, allora i più moderni e grandi d'Europa; poi per la costruzione e sviluppo del complesso salesiano e della basilica di San Giovanni Bosco.
I lavori iniziarono nell'immediato dopoguerra, dove la zona vide la crescita urbanistica a partire dal Quadraro lungo la via Tuscolana fino agli studi cinematografici. Così sorse nei primi anni cinquanta il quartiere intensivo di Don Bosco, nato proprio con la promozione dei Salesiani intorno all'omonima basilica, inaugurata nel 1959.
La sua piazza fu utilizzata come set di alcune scene de La dolce vita di Federico Fellini, immaginandola come parte del quartiere EUR, invero assai distante dagli studi cinematografici di Cinecittà.
Progettata da Gaetano Rapisardi, recuperando alcune indicazioni del piano regolatore del 1931, quest'area era già destinata durante gli anni trenta alla sua urbanizzazione, motivo per cui gli edifici della piazza sono palesemente caratterizzati da un'architettura tipica del ventennio fascista, uno stile architettonico noto in Europa come "stile Novecento" ed in Italia come "stile littorio".
La piazza di San Giovanni Bosco è dominata dalla chiesa omonima, opera anch'essa del Rapisardi, caratterizzata dalla sua mole e la grande cupola con sculture di angeli che sorreggono la croce.
Nel quartiere è da ricordare l'edificio dell'Istituto Luce, la più antica istituzione pubblica destinata alla diffusione cinematografica italiana. La sua sede fu costruita tra il 1937 e 1938.

## Monumenti e luoghi d'interesse

### Architetture civili
- Ex sede dell'Istituto Nazionale Luce, su piazza di Cinecittà. Edificio del XX secolo (1937).[7]

Complesso di edifici progettati dagli architetti Andrea e Clemente Busiri Vici, Arnaldo Regagioli e Rodolfo Rustichelli.

### Architetture religiose

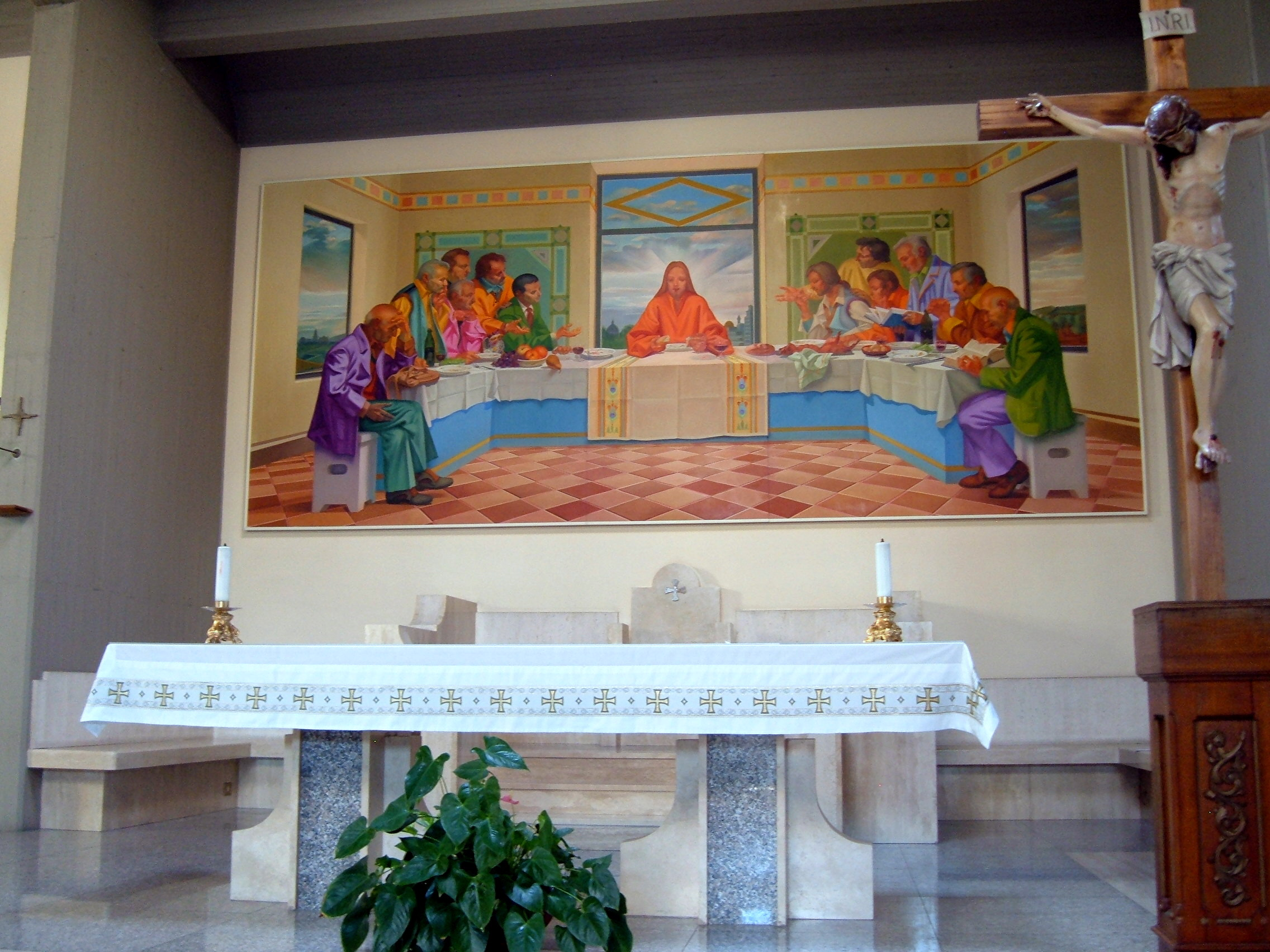
L'altare maggiore della chiesa di Santa Maria Domenica Mazzarello

- Basilica di San Giovanni Bosco, su viale Marco Fulvio Nobiliore (piazza San Giovanni Bosco). Basilica minore del XX secolo (1952-59).
- Chiesa di Santa Maria Regina Mundi, su via Augusto Lupi.
- Chiesa di San Bonaventura da Bagnoregio, su via Marco Calidio.
- Chiesa di San Gabriele dell'Addolorata, su via Ponzio Cominio.
- Chiesa di San Stanislao, su viale Rolando Vignali.
- Chiesa di Santa Maria Domenica Mazzarello, su piazza Salvatore Galgano.

### Architetture militari
- Forte Casilina, al IV km di via Casilina. Forte del XIX secolo.
- Caserma "M.O.V.M. Capitano Vittorio Piccinini", sede dell'11º Reggimento Trasporti "Flaminia", su via Casilina.[8] 41.868417°N 12.58305°E

### Siti archeologici
- Villa di via Togliatti, su viale Palmiro Togliatti. Villa del VI secolo a.C.[9] 41.863556°N 12.569316°E

Sono presenti resti di un edificio obliterato in opus quadratum del VI secolo a.C. e di una villa rustica del II secolo a.C.

## Geografia antropica

### Urbanistica
Nel territorio di Don Bosco si estende l'omonima zona urbanistica 10A, parte della zona urbanistica 10F Osteria del Curato e le intere zone urbanistiche 7G Centro Direzionale Centocelle e 8A Torrespaccata.